# 79 Ceti b
79 Ceti b (również HD 16141 b) – planeta pozasłoneczna okrążająca gwiazdę 79 Ceti w czasie 75,5 dnia. Po odkryciu była pierwszą planetą pozasłoneczną, której masa minimalna (M·sin i) wynosiła mniej niż masa Saturna.